# 庆亲王府
39°56′11″N 116°22′57″E / 39.9365°N 116.382529°E
庆亲王府，是清朝庆亲王的王府，现存两座。一座位于北京市西城区定阜街3号，即本文所述者。
另一座位于天津市和平区重庆道（原天津英租界剑桥道）55号，是中国唯一以西式洋房为宅邸的王府，见天津庆王府。

## 历史
第一代庆亲王永璘为清朝乾隆帝第十七子，嘉庆帝的同母胞弟。永璘的庆亲王府在前海西街路北，即和珅府的一部分，称为“老庆亲王府”。昭梿在《啸亭续录》中称，“庆王府在三转桥，系和珅宅。”三转桥又称“三座桥”、“越桥”、“海子桥”，位于什刹海后海南岸。永璘于嘉庆四年正月获封庆郡王。嘉庆四年四月（1799年5月），嘉庆帝在上谕中称，“和珅之宅，已赏给庆郡王永璘居住；和珅之园，已赏给成亲王永瑆居住。”嘉庆二十五年三月（1820年），庆郡王永璘在临死时晋封庆亲王。其后，慶郡王綿愍、已革慶郡王奕綵、镇国将军綿悌、辅国将军奕劻均在这座老庆亲王府居住。
本文所述的庆亲王府则位于今北京市西城区定阜街3号，是清朝末年再封庆亲王奕劻的王府。奕劻是乾隆帝第十七子永璘的嫡孙，道光三十年（1850年）袭辅国将军。由于奕劻身为辅国将军，却仍住在老庆亲王府内，不合规制。咸丰元年（1851年），恭亲王奕訢分府，咸丰元年三月十八日（1851年4月19日），清廷决定“将辅国将军奕劻府第，官为经营，赏给恭亲王居住。”由此，老庆亲王府变成了恭亲王府。咸丰元年三月（1851年），奕劻奉旨赏换得定府大街（今定阜街）原大学士琦善的住宅居住。
咸丰五年十二月初四日（1856年1月11日）内务府档案记载：“劻贝子门上为呈报事，……现届醇郡王分府需用府第，自贝子以下居住官府处所及房间数目希即详查。……今查得本贝子现居府第系咸丰元年三月奉旨赏换定府大街官房一所，共计房一百六十余间。今门上派委三等侍卫扎拉芬谨持门文赴贵府呈报。”同年，内务府《关于诸贝子住房调查表》载：“贝子奕劻房一百六十一间，位于定府大街。”
位于定府大街的琦善住宅在琦善被革职发放外省之后一直闲置，所以咸丰帝将此宅赏给了奕劻。这所住宅在《乾隆京城全图》上还没有，《乾隆京城全图》上该住宅的位置上是“崇定寺”。乾隆年间所撰的《钦定日下旧闻考》以及《宸垣识略》均未载该住宅。故该住宅应在乾隆之后的嘉庆、道光年间兴建。如果该住宅为琦善所建，则有可能是他在道光十年至道光二十年之间，即担任直隶总督期间所建。
咸丰年间，奕劻由辅国将军先后晋封贝子、贝勒。光绪十年（1884年）奉命管理总理各国事务衙门，获封庆郡王。光绪二十年（1894年），慈禧太后六十大寿，奕劻晋封庆亲王。光绪二十四年（1898年），“命以亲王世袭”，即封为世袭罔替亲王。
如今的庆亲王府当为光绪十年（1884年）奕劻晋封庆郡王之后，将原住宅按照王府规制进行大规模改建后而形成，始称“庆郡王府”。《京师坊巷志稿》载，“庆郡王府在定府大街。……今王奕劻初袭贝勒，光绪十年晋郡王，府为道光时大学士琦善故宅。”光绪二十年（1894年）奕劻晋封庆亲王后，改称“庆亲王府”。《晚清宫廷生活见闻》载，“到奕劻时，又在府内大兴土木，修建了万字楼和戏楼等处，建筑华丽精致。”“其中房屋分五个大院落，大小楼房约近千间。大门口是纯粹封建王朝的特殊形式，朱红大门。院内主房有九处，高大如宫殿，只是屋顶为泥瓦而不是琉璃瓦。”该府成为当时北京城内最华丽的王府之一。1900年八国联军占领北京后，庆亲王府被定为议和场所，受到了八国联军的保护，躲过了其劫掠。
辛亥革命爆发后，奕劻上奏清廷启用袁世凯。清廷退位后，奕劻被清朝遗老视为“贼子”。奕劻遂率家人于1912年迁居天津英租界，1917年逝世。其长子载振1913年从天津回到北京后，仍在北京庆亲王府内居住。1918年，中华民国大总统黎元洪下令将奕劻所遗庆亲王爵位“以伊长子载振承袭”，并准“世袭”。奕劻逝世后，载振对该府又进行了改造，将原府用墙分隔成了三个院落，每个院落各有大门出入。奕劻的三个儿子：载振、载𢱿、载抡分居王府的这三个院落，载振居西，载𢱿居中，载抡居东。1923年，载振将朱红大门改为普通民宅大门，并拆除了府门前的“辖喝木”等全部传统王府门外设备。不久，庆亲王府发生火灾，中院全部烧毁，载𢱿、载抡遂先后迁居天津。
1924年，溥仪被冯玉祥的国民军驱逐出北京故宫后，北京的满族贵族大为震动。载振弟兄三人先后迁居天津，“留下一部分老佣人看房”，看守北京的庆亲王府。载振于民国十三年（1924年）“购买了太监小德张盖的旧英租界三十九号大楼”，作为天津庆王府。1925年以后，载振以庆亲王的身份居住在天津庆王府。1948年载振逝世，天津庆王府传给其三个儿子：溥钟、溥锐、溥铨，当地居民乃称该府为“钟锐铨公馆”。
1928年，国民革命军第四军团总指挥方振武设司令部于北京庆亲王府，占用该府一年左右。“民国十七年方振武军队设司令部于庆王府内，占据年余，走时将所有家具物品携带一空。”为使该府不再被别人强占，载振乃让亲戚朋友入住该府。1940年左右，载振将北京庆亲王府“售与伪华北政务委员会，售价伪币约四十五万元，三房平分”，即载振兄弟三人均分得款。抗日战争胜利后，北京庆亲王府被国民政府接收，设国民政府教育部编审会、国军空军北平地区司令部于此。

## 现状
1949年2月，中国人民解放军进入北平后，中国人民解放军华北军区司令部设在庆亲王府内，聂荣臻在此指挥了解放华北的战斗。1950年代初，庆亲王府改由北京卫戍区所属机关使用，并于王府中部建起楼房，东部也被改建。
1984年，庆亲王府西院被列为北京市文物保护单位。至2000年代，庆王府内有居民100户，已拆除非文物建筑总面积1350多平方米，并且拆除了高架电线和电缆。

## 建筑
庆亲王府东侧有涛贝勒府、恭亲王府，西侧隔德胜门内大街有北京梅兰芳故居。庆亲王府位于定阜街以北，德胜门内大街以东，松树街以西，延年胡同以南，占地呈长方形。庆亲王府南侧的院墙上设有一座随墙门，卷棚顶，门簪四个，目前为铸铁铁艺大门。进门之后，迎面有一座影壁。如今东侧还有一门，主要供车辆出入。
庆王府坐北朝南，自西向东分为五套并排的院落，大小楼房近千间。在五套院落中，奕劻原来就住在靠西的两套院落。主体殿堂在东部，屋面为灰筒瓦，而非琉璃瓦。东部和中部建筑大部分已不存在，仅留后寝一座。
西部是王府主要的生活居住区，建筑基本保存完整。西部有三组院落，各有大门出入。原来各个厅堂均有名称，门上各悬匾额，比如“承荫堂”、奕劻居住的“宜春堂”、作为客厅的“契兰斋”、载振居住的“乐有余堂”（载振为此常署名“乐有余堂主人”）等等，清朝以后，这些匾额全部遗失。西部屋宇错落，回廊曲折。最后是一座二层小楼，俗称“绣楼”或“梳妆楼”，至今保存完好。该绣楼呈倒“凹”字形，中间围成一个三合院，建有一座小平房，房顶设有女儿墙，可眺望二楼，该绣楼雕镂彩绘细腻精致，形制设计新颖独特。该绣楼是奕劻为其格格们所建，融合了西洋风格，造型十分独特。
靠西墙是后园，园内旧有一座戏楼，楼为二层，面积约1300平方米，能容纳约三、四百人，奕劻每逢生日或喜庆，均大摆宴席演戏三天。京剧演员谭鑫培、王瑶卿、陈德霖、杨小楼、王凤卿等都曾到府唱过戏。据载振之子溥铨称，载振五十大寿时，曾经邀请众多亲友在该戏楼设宴庆寿，并召来“贵胄班”在该戏楼唱京剧。
1971年2月4日晚，在该戏楼演出京剧《红灯记》时，剧务人员在后台吸菸，引燃幕布，至道具等可燃物阴燃，散场之后火势扩大蔓延，戏楼被焚毁。后来在戏楼遗址上兴建了一座礼堂。